# Polycyathus atlanticus
Espèce
Statut CITES
Polycyathus atlanticus est une espèce de coraux appartenant à la famille des Caryophylliidae.